# Suhe, Novopskov
Suhe (în ucraineană Сухе) este un sat în comuna Osînove din raionul Novopskov, regiunea Luhansk, Ucraina.